# 希科里嶺 (阿肯色州)
希科里嶺（英語：Hickory Ridge）是一個位於美國阿肯色州克羅斯縣的城市。

## 地理
希科里嶺的座標為35°24′03″N 90°59′42″W / 35.40083°N 90.99500°W，而該地的平均海拔高度為71米（即233英尺）。

## 人口
根據2020年美國人口普查的數據，希科里嶺的面積為1.68平方千米，皆為陸地。當地共有人口228人，而人口密度為每平方千米135人。